# Szydłowo (gemeente in powiat Mławski)
De gemeente Szydłowo is een landgemeente in het Poolse woiwodschap Mazovië, in powiat Mławski.
De zetel van de gemeente is in Szydłowo.
Op 30 juni 2004 telde de gemeente 4538 inwoners.

## Oppervlakte gegevens
In 2002 bedroeg de totale oppervlakte van gemeente Szydłowo 122,21 km², waarvan:
- agrarisch gebied: 80%
- bossen: 13%

De gemeente beslaat 10,44% van de totale oppervlakte van de powiat.

## Demografie
Stand op 30 juni 2004:
| Omschrijving                   | Totaal | Totaal | Vrouwen | Vrouwen | Mannen | Mannen |
| ------------------------------ | ------ | ------ | ------- | ------- | ------ | ------ |
| eenheid                        | aantal | %      | aantal  | %       | aantal | %      |
| inwoners                       | 4538   | 100    | 2219    | 48,9    | 2319   | 51,1   |
| bevolkingsdichtheid (inw./km²) | 37,1   | 37,1   | 18,2    | 18,2    | 19     | 19     |

In 2002 bedroeg het gemiddelde inkomen per inwoner 1246,14 zł.

## Sołectwa (Administratieve plaatsen)
Budy Garlińskie, Dębsk, Garlino/Garlino-Racibory?, Giednia, Kluszewo, Korzybie, Kozły-Janowo, Krzywonoś, Marianowo, Młodynin, Nosarzewo Borowe, Nosarzewo Polne, Nowa Sławogóra, Nowa Wieś, Nowe Nosarzewo, Nowe Piegłowo, Pawłowo, Piegłowo-Kolonia, Piegłowo-Wieś, Stara Sławogóra, Szydłowo, Szydłówek, Trzcianka, Trzcianka-Kolonia, Tyszki-Bregendy, Wola Dębska, Zalesie
Zonder de status sołectwo : Nieradowo, Nowa Wieś-Końce, Nowe Niemyje, Stare Niemyje.

## Aangrenzende gemeenten
Dzierzgowo, Grudusk, Mława, Stupsk, Wieczfnia Kościelna, Wiśniewo